# Lasthenia microglossa
Lasthenia microglossa là một loài thực vật có hoa trong họ Cúc. Loài này được (DC.) Greene mô tả khoa học đầu tiên năm 1894.